# Jonathan (Vorname)
Jonathan ist ein männlicher Vorname.

## Herkunft und Bedeutung
Der Name Jonathan, hebräisch יוֹנָתָן jōnāṯān bzw. יְהוֹנָתָן jəhōnāṯān, setzt sich aus dem Gottesnamen יהוה jhwh und der Wurzel נתן ntn „geben“, „schenken“ zusammen und bedeutet: „Der Herr hat gegeben“.

## Verbreitung

### International
In Israel ist der Name sowohl in seiner Kurzform יוֹנָתָן Jonatan als auch in seiner Langform יְהוֹנָתָן Jehonatan sehr beliebt. Dabei findet die Kurzform etwas seltener Verwendung.
Im englischen Sprachraum kam der Name erst nach der Reformation in Gebrauch. In Großbritannien gehörte der Name in den 1990er Jahren noch zu den beliebtesten Jungennamen. Seitdem sank seine Popularität beständig. Heute wird er eher selten vergeben. In Irland befand sich der Name zwischen 1968 und 2005 in den Top-100. Von 1980 bis 1984 hatte er seine Hochphase und lag in den Top-30. In den Vereinigten Staaten zählt der Name seit den 1970er Jahren zu den populärsten Jungennamen. Zuletzt wurde er etwas seltener vergeben, belegte jedoch im Jahr 2021 immer noch Rang 78 der Hitlisten. In Kanada gehörte der Name von Mitte der 1960er Jahre bis 2018 zu den 100 beliebtesten Jungennamen. Besonders häufig wurde er in den 1980er Jahren vergeben. Ein ähnliches Bild zeigt sich auch für Australien und Neuseeland.
Der Name befindet sich in Frankreich seit Mitte der 1950er Jahre jährlich in den Vornamenscharts. Von 1970 bis 1985 erlebte er einen starken Aufwärtstrend, der ihn von Rang 342 bis auf Rang 5 führte. Seitdem geht seine Popularität stetig zurück. In den Niederlanden kommt der Name seit 1930 alljährlich in den Hitlisten vor. Seit 1981 liegt er stets in den Top-200. In Belgien lag der Name im Jahr 1995 auf Rang 12, danach ging seine Beliebtheit zurück. Seit 2004 befindet er sich nicht mehr in den Top-100.
In Spanien schaffte der Name zwischen 2002 und 2004 kurzzeitig den Einzug in die Liste der 100 beliebtesten Jungennamen. Der Name gehörte in Portugal in den Jahren 2017 und 2018 zu den Top-100. Jonathan befindet sich in Italien seit 1999 durchgehend in den Top-200.
Der Name Jonathan tauchte in Tschechien in den Jahren 1997, 2000 und 2012 in den Top-200 der Hitlisten auf. In Polen kommt der Name regelmäßig in der Namensgebung vor, jedoch ist er nur mäßig beliebt.
In Schweden war Jonathan noch in den 1990er Jahren einer der 10 beliebtesten Jungennamen. Danach wurde der Name immer seltener vergeben und gehört seit 2019 nicht mehr zur Top 100 der Vornamenscharts. Dagegen begann in Norwegen mit den 1990er Jahren der Aufstieg des Namens, der im Jahr 2011 in Rang 31 der Hitlisten gipfelte. Im Jahr 2020 lag Jonathan dort auf Rang 69. Der Name ist in Dänemark ein beliebter Vorname, der seit den frühen 1990er Jahren in den Top-100 anzutreffen ist.
Der Name wird in Österreich seit 1984 jedes Jahr vergeben. Seit 1997 befindet er sich in den Top-100 und seit 2013 gehört Jonathan durchgehend zu den 50 beliebtesten Jungennamen. Im Jahr 2023 belegte er Rang 40 der Hitlisten. Von 1984 bis 2023 wurde der Name rund 4.400 Mal gewählt. In der Schweiz wird der Name seit 1930 fast jedes Jahr bei der Namenswahl berücksichtigt. Besonders beliebt war er von 1984 bis 2000, als er sich durchgehend in den Top-50 befand. Seitdem geht seine Beliebtheit stetig zurück. Im Jahr 2023 belegte er Rang 148. Von 1930 bis 2023 wurde der Name circa 7.500 Mal vergeben. Die Vergabe ist auch in Liechtenstein nachgewiesen.

### Deutschland
In Deutschland ist Jonathan seit den 1970er Jahren in den Hitlisten vertreten. Wurde er damals noch sehr selten vergeben, trat er schon in den 1980er Jahren in die Top 100 der Jungennamen in Deutschland ein. Seine bislang höchste Platzierung erreichte Jonathan im Jahr 2000 mit Rang 27 der Hitlisten. Im Jahr 2021 belegte Jonathan Rang 37.

## Varianten

### Männliche Varianten
- Dänisch: Jonatan
- Deutsch: Jonatan, Netanja, Natanja
- Englisch: Johnathan, Johnathon, Jonathon
  - Irisch: Ionatán
  - Diminutiv: Jon, Jonny, Jonty
- Färöisch: Jónatan
- Griechisch: Ἰωνάθαν Iōnáthan, Ναθανιας Nathanias
- Hebräisch: יוֹנָתָן jōnāṯān, יְהוֹנָתָן jəhōnāṯān, נְתַנְיָהוּ nəṯānjāhū, נְתַנְיָה nəṯānjāh
  - Diminutiv: יוֹני jōnî
- Isländisch: Jónatan
- Italienisch: Gionata
  - Latein: Ionathan, Nathanias
- Norwegisch: Jonatan
- Polnisch: Jonatan
- Portugiesisch Jónatas
  - Brasilianisch: Jônatas, Djonatan
- Schwedisch: Jonatan
- Spanisch: Jonatan
  - Biblisch: Jonatán

### Weibliche Varianten
Gelegentlich wird Nathanja, abgeleitet vom männlichen Vornamen נְתַנְיָה nətānjāh bzw. Nathanias als weibliche Variante des Namens verwendet.

### Verwandte Namen
Auch der Name Matthias und seine Varianten wird von der Wurzel נתן ntn und dem Gottesnamen JHWH hergeleitet, gilt jedoch nicht als Namensvariante im engeren Sinne.
Auch Nathan „[Gott] hat gegeben“ und Nathanael „Gott hat gegeben“ gehen auf dieselbe Wurzel zurück, haben jedoch ein ausgefallenes bzw. anderes theophores Element.

## Namenstag
Der Namenstag von Jonathan wird nach Sauls Sohn Jonatan am 29. Dezember gefeiert.

## Bekannte Namensträger

### Bibel
- Jonatan (Sohn Sauls)
- Jonatan (Hasmonäer)

### Mischna-Lehrer
- Jonatan (Tannait), Tannaite der 3. Generation
- Jonatan ben Eleasar, palästinischer Amoräer der 1. Generation
- Jonatan ben Usiel, Tannaite des 1. nachchristlichen Jahrhunderts

### Neuzeit
- Jonathan Akpoborie (* 1968), nigerianischer Fußballspieler
- Jonathan Albon (* 1989), britischer Skyrunner und Hindernisläufer
- Jonathan Antoine (* 1995), britischer Sänger
- Jonathan Babineaux (* 1981), US-amerikanischer Footballspieler
- Jonathan Bailey (* 1988), britischer Schauspieler
- Jonathan Bamba (* 1996), französischer Fußballspieler
- Jonathan Barber (* ≈1990), US-amerikanischer Jazzmusiker
- Jonathan Benítez (* 1991), argentinischer Fußballspieler
- Jonathan Birch (* 1968), englischer Snookerspieler
- Jonathan Carlstedt (* 1990), deutscher Schachspieler, -trainer und -autor
- Jonathan Carroll (* 1949), US-amerikanischer Schriftsteller
- Jonathan Demme (1944–2017), US-amerikanischer Filmregisseur
- Jonathan Dorn (* um 1945), US-amerikanischer Musiker
- Jonathan Edwards (1703–1758), kongregationalistischer Prediger und Missionar
- Jonathan Fine (* 1969), US-amerikanischer Kunst- und Kulturhistoriker und Museumsleiter
- Jonathan Frakes (* 1952), US-amerikanischer Schauspieler, Regisseur und Fernsehmoderator
- Jonathan Franzen (* 1959), US-amerikanischer Schriftsteller
- Jonathan Safran Foer (* 1977), US-amerikanischer Schriftsteller
- Jonathan Goldberger (* 1976), US-amerikanischer Jazzgitarrist
- Jonathan Good (* 1985), US-amerikanischer Wrestler, Schauspieler
- Jonathan Grunwald (* 1983), deutscher Politiker (CDU)
- Jonathan Hilbert (* 1995), deutscher Leichtathlet (Geher)
- Jonathan Hyde (* 1948), britischer Schauspieler
- Jonathan Ive (* 1967), britischer Designer, der eine Vielzahl von Produkten von Apple maßgeblich gestaltet hat
- Jonathan Jaffe (* 1987), US-amerikanischer Pokerspieler
- Jonathan Jäger (* 1978), französischer Fußballspieler
- Jonathan Klinsmann (* 1997), deutsch-US-amerikanischer Fußballtorwart
- Jonathan Little (Komponist) (Jonathan David Little; * 1965), australischer Komponist
- Jonathan Little (Pokerspieler) (* 1984), US-amerikanischer Pokerspieler
- Jonathan Mann (* 1960), kanadischer Journalist und Fernsehmoderator
- Jonathan Mason (1756–1831), US-amerikanischer Politiker
- Jonathan Meese (* 1970), deutscher Künstler
- Jonathan Rhys Meyers (* 1977), irischer Theater- und Filmschauspieler
- Jonathan Michel (* ≈1990), US-amerikanischer Jazzmusiker
- Jonathan Miles (Schriftsteller, 1952) (* 1952), britischer Schriftsteller
- Jonathan Miles (Schriftsteller, 1971) (* 1971), US-amerikanischer Schriftsteller
- Jonathan Nott (* 1962), englischer Dirigent, Musikdirektor
- Jonathan Noyce (* 1971), britischer Musiker, Mitglied der britischen Rockband Jethro Tull
- Jonathan Orozco (* 1986), mexikanischer Fußballspieler
- Jonathan Petersen (1881–1961), grönländischer Komponist, Liedermacher, Organist, Schriftsteller und Sprachwissenschaftler
- Jonathan Pitroipa (* 1986), burkinischer Fußballspieler
- Jonathan Quick (* 1986), US-amerikanischer Eishockeytorwart
- Jonathan Russell (1771–1832), US-amerikanischer Diplomat und Politiker
- Jonathan Sacks (1948–2020), britischer Großrabbiner und Philosoph
- Jonathan Sloane (1785–1854), US-amerikanischer Politiker
- Jonathan Sterling (* 1982), US-amerikanischer Basketballschiedsrichter
- Jonathan Sternberg (1919–2018), US-amerikanischer Dirigent und Musikpädagoge
- Jonathan Swift (1667–1745), anglo-irischer Schriftsteller
- Jonathan Tah (* 1996), deutscher Fußballspieler
- Jonathan Théry (* 1981), französischer Musiker
- Jonathan Urretaviscaya (* 1990), uruguayischer Fußballspieler
- Jonathan Vaughters (* 1973), US-amerikanischer Radrennfahrer
- Jonathan Westerberg (* 1994), schwedischer Schachspieler

### Familienname
- Alaba Jonathan (* 1992), nigerianische Fußballspielerin
- Cedric Jonathan (* 1988), US-amerikanischer Schauspieler
- Goodluck Jonathan (* 1957), nigerianischer Präsident
- Joyce Jonathan (* 1989), französische Sängerin und Songschreiberin
- Leabua Jonathan (1914–1987), Premierminister von Lesotho
- Stan Jonathan (* 1955), kanadischer Eishockeyspieler
- Wesley Jonathan (* 1978), US-amerikanischer Schauspieler

### Fiktive Figuren

#### Kino und Film
- Jonathan Archer, fiktiver Captain des Raumschiffs Enterprise in der TV-Serie Star Trek: Enterprise
- Jonathan (BRD 1970, Regie: Hans W. Geißendörfer)
- Jonathan Hart, Titelheld der Fernsehserie Hart aber herzlich, dargestellt von Robert Wagner
- Jonathan J. „Jack“ O'Neill, einer der Protagonisten des Roland-Emmerich-Films Stargate und der auf diesem basierenden Science-Fiction-Serie Stargate: SG-1, verkörpert durch Kurt Russell und Richard Dean Anderson
- Jonathan Smith, Hauptfigur in der TV-Serie Ein Engel auf Erden, gespielt von Michael Landon
- Jonathan Zimmermann Hauptfigur des Films Der amerikanische Freund von Wim Wenders, dargestellt von Bruno Ganz
- Oh Jonathan – oh Jonathan! (BRD 1973, mit Heinz Rühmann, Regie: Franz Peter Wirth)
- Jonathan Quayle Higgins, Figur der Fernsehserie Magnum, dargestellt von John Hillerman